# Nuevo San Juan Carrizal
Nuevo San Juan Carrizal är en ort i Mexiko.   Den ligger i kommunen Frontera Comalapa och delstaten Chiapas, i den sydöstra delen av landet, 800 km sydost om huvudstaden Mexico City. Nuevo San Juan Carrizal ligger 703 meter över havet och antalet invånare är 148.
Terrängen runt Nuevo San Juan Carrizal är platt åt sydväst, men åt nordost är den kuperad. Runt Nuevo San Juan Carrizal är det ganska tätbefolkat, med 90 invånare per kvadratkilometer. Närmaste större samhälle är Frontera Comalapa, 15,9 km söder om Nuevo San Juan Carrizal. Omgivningarna runt Nuevo San Juan Carrizal är en mosaik av jordbruksmark och naturlig växtlighet.